# غويلرمو ميزا (رسام)
غويلرمو ميزا (بالإسبانية: Guillermo Meza)‏ هو رسام مكسيكي، ولد في 11 سبتمبر 1917 في مدينة مكسيكو في المكسيك، وتوفي بنفس المكان في 2 أكتوبر 1997.